# Bosquerola groguenca
La bosquerola groguenca (Myiothlypis flaveola) és un ocell de la família dels parúlids (Parulidae).

## Hàbitat i distribució
Habita el sotabosc del bosc caducifoli, vegetació secundària i arbusts als turons, del nord-est de Colòmbia i oest i nord de Veneçuela. Sud de Guyana, centre i est del Brasil, nord i est de Bolívia i Paraguai.